# الدوري الإيطالي 1921–22
الدوري الإيطالي الدرجة الأولى 1921–22 (بالإيطالية: Prima Categoria 1921-1922)‏ هو الموسم 21 من  الدوري الإيطالي الدرجة الأولى. أقيم خلال الفترة 2 أكتوبر 1921 وحتى 28 مايو 1922، وكان عدد الأندية المشاركة فيه  47، وفاز فيه نادي نوفيسي.